# Jessalyn Gilsig

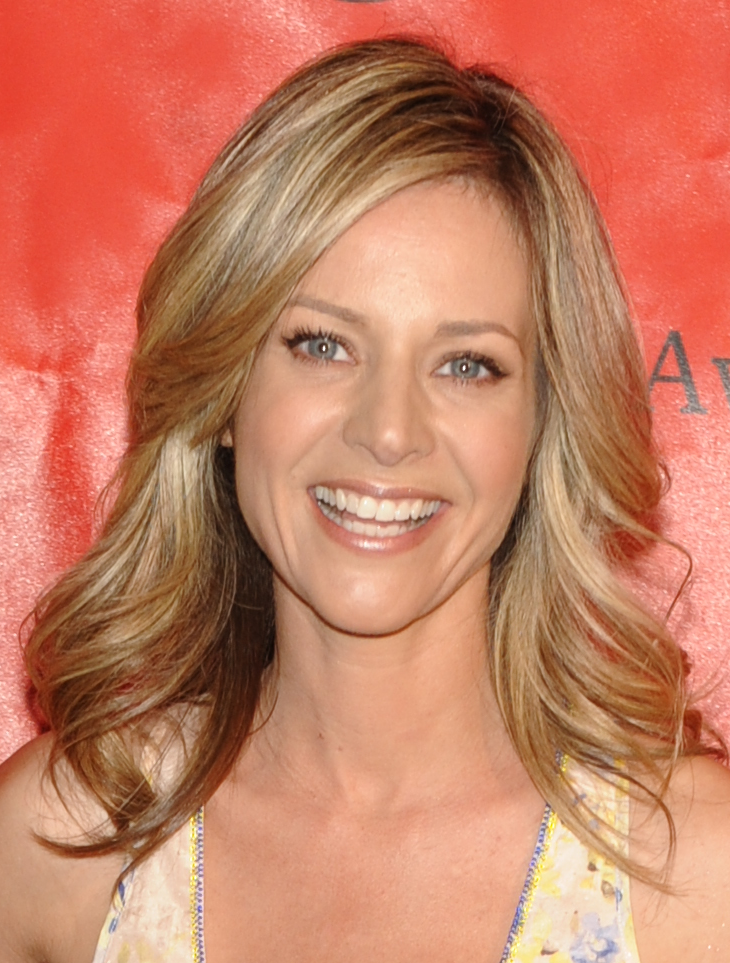
Jessalyn Gilsig (2010)

Jessalyn Sarah Gilsig (* 30. November 1971 in Montreal, Québec) ist eine kanadisch-US-amerikanische Schauspielerin.

## Leben und Karriere
Von 1989 bis 1993 studierte Jessalyn Gilsig an der McGill University Englisch. Ihre Ausbildung zur Schauspielerin absolvierte sie am American Repertory Theatre’s Institute for Advanced Theatre Training der Harvard University. 
Ihre Schauspielkarriere begann Gilsig mit kleinen Rollen in verschiedenen Filmproduktionen wie unter anderem Jacknife (1989). In den 1990er Jahren hatte sie kleine Auftritte in verschiedenen Fernsehserien wie zum Beispiel Seven Days – Das Tor zur Zeit oder Viper. Ihren Durchbruch erlebte sie dann mit einer Hauptrolle in der Serie Boston Public, wo sie die Rolle der Lehrerin Lauren Davis von 2000 bis 2002 übernahm. Eine zweite bekannte Rolle übernahm sie in der Serie Nip/Tuck – Schönheit hat ihren Preis, in der sie die Figur Gina Russo darstellte. Eine weitere Rolle übernahm sie in der Serie Heroes. Hier verkörperte sie die Mutter von Claire Bennet. 2008 war sie in Prom Night – dem Remake des Horrorfilms Prom Night – Die Nacht des Schlächters (1980) – an der Seite von Brittany Snow zu sehen. Außerdem erschien sie im gleichen Jahr im Film XIII – Die Verschwörung, die auf der Comicreihe basiert. 2009 bis 2011 war sie in der Comedy-Musical-Serie Glee als Terri Schuster zu sehen.
Von 2005 bis 2010 war Gilsig mit dem Produzenten Bobby Salomon verheiratet und hat mit ihm eine Tochter (* 2006). Seit 2013 besitzt sie zudem die US-amerikanische Staatsbürgerschaft.

## Filmografie (Auswahl)

### Filme
- 1989: Jacknife
- 1996: Gullivers Reisen (Gulliver’s Travels, Fernsehfilm)
- 1998: Der Pferdeflüsterer (The Horse Whisperer)
- 2007: Ants on a Plane – Tod im Handgepäck (Ants on a Plane)
- 2007: Die Flut – Wenn das Meer die Städte verschlingt (Flood)
- 2008: Prom Night
- 2008: XIII – Die Verschwörung (XIII, 2-teiliger Fernsehfilm)
- 2009: Stepfather (The Stepfather)
- 2011: About Fifty
- 2012: Smart Cookies (Fernsehfilm)
- 2013: Somewhere Slow
- 2014: Angels and Ornaments (Fernsehfilm)
- 2018: The Sweetheart (Fernsehfilm)
- 2020: Spree

### Fernsehserien
- 1991–1992: Young Robin Hood
- 1998: Viper (Episode 3x09)
- 1999: Seven Days – Das Tor zur Zeit (Seven Days, Episode 1x12)
- 1999: Der Sentinel – Im Auge des Jägers (The Sentinel, Episode 4x06)
- 1999: Practice – Die Anwälte (The Practice, 2 Episoden)
- 2000–2002: Boston Public (44 Episoden)
- 2003: Without a Trace – Spurlos verschwunden (Without a Trace, Episode 2x03)
- 2003–2006, 2008: Nip/Tuck – Schönheit hat ihren Preis (Nip/Tuck, 17 Episoden)
- 2004: New York Cops – NYPD Blue (NYPD Blue, 5 Episoden)
- 2005: Prison Break (4 Episoden)
- 2006: Law & Order (Episode 16x13)
- 2007–2008: Heroes (10 Episoden)
- 2007–2008: Friday Night Lights (6 Episoden)
- 2008: CSI: NY (3 Episoden)
- 2009–2012, 2015: Glee (22 Episoden)
- 2012: Harry’s Law (Episode 2x18)
- 2013: Good Wife (The Good Wife, Episode 4x17)
- 2013–2015: Vikings (24 Episoden)
- 2017–2018: Scandal (4 Episoden)
- 2019: Grand Hotel (Episode 1x13)
- 2021–2022: Big Shot (20 Episoden)
- 2023: 1923 (Episode 1x04)
- 2025: Chicago Med